# Esquerda Nórdica Verde

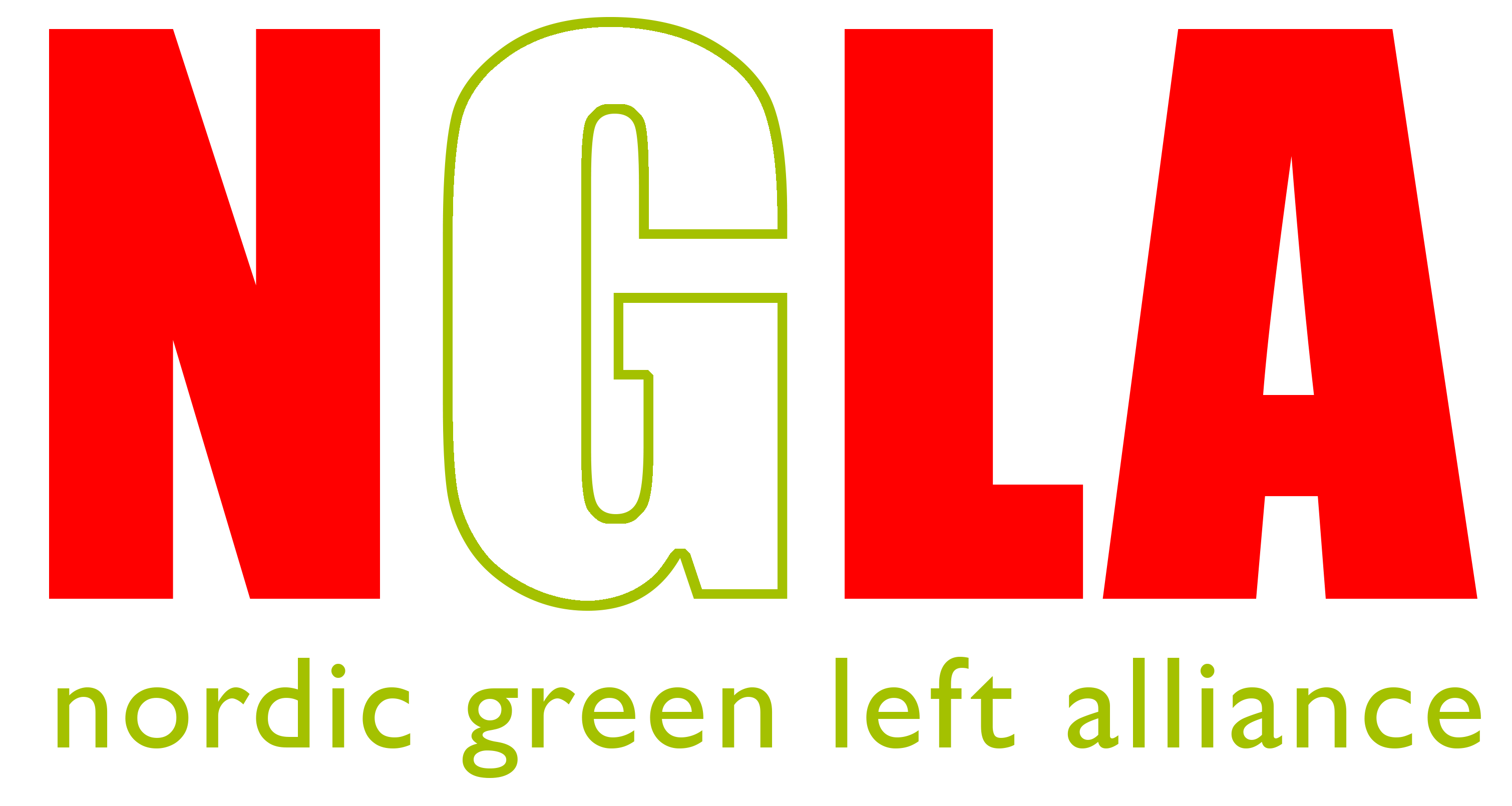
Emblema da Aliança Nórdica Verde de Esquerda, partido europeu, mantém-se inalterado desde 2004.

A Esquerda Nórdica Verde é uma que agrupa partidos ecossocialistas do Norte da Europa, fundada em 2004.
Participa no agrupamento parlamentário Esquerda Unitária Europeia/Esquerda Nórdica Verde (GUE/NGL), juntamente com o Partido da Esquerda Europeia.

## Partidos membros[2]
| País        | Partido                        | DN       | DR      | DE     | Status            |
| ----------- | ------------------------------ | -------- | ------- | ------ | ----------------- |
| Dinamarca   | Alternativa                    | 5 / 179  |         | 0 / 13 | Oposição          |
| Dinamarca   | Aliança Vermelha e Verde       | 19 / 179 |         | 1 / 13 | Apoio parlamentar |
| Dinamarca   | Partido Popular Socialista     | 14 / 179 |         | 2 / 13 | Apoio parlamentar |
| Ilhas Feroé | Partido da República           | 1 / 179  | 7 / 33  |        | Oposição          |
| Finlândia   | Aliança de Esquerda            | 12 / 200 |         | 1 / 13 | Oposição          |
| Gronelândia | Partido do Povo                | 1 / 179  | 11 / 31 |        | Oposição          |
| Islândia    | Movimento de Esquerda Verde    | 7 / 63   |         |        | Oposição          |
| Noruega     | Partido da Esquerda Socialista | 7 / 169  |         |        | Oposição          |
| Suécia      | Partido da Esquerda            | 21 / 349 |         | 1 / 20 | Oposição          |